# Spilornis minimus
Spilornis minimus és el nom científic d'un ocell de la família dels accipítrids (Accipitridae) que habita els boscos de les illes Nicobar centrals. Avui considerat una subespècie de Spilornis cheela.